# Avant d'aller dormir
Pour plus de détails, voir Fiche technique et Distribution.
Avant d'aller dormir (Before I Go to Sleep) est un thriller psychologique britannico-américain, tiré du roman du même nom de S. J. Watson, écrit et réalisé par Rowan Joffé sorti en 2014.

## Synopsis
Christine Lucas se réveille amnésique tous les jours depuis quatorze années à la suite d'un grave accident. Chaque matin elle ne reconnaît plus sa maison, ni son mari et n'a aucun souvenir. Elle conserve alors, grâce à des vidéos enregistrées la veille sur son appareil photo, un témoignage de ses précédentes journées pour l'aider à reconstruire son passé. Le docteur Ed Nash l'aide à affronter cette amnésie dans le dos de son mari. Progressivement, à mesure qu'elle assemble les éléments de sa vie, elle découvre qu'elle doit se méfier de certaines personnes.

## Fiche technique
- Titre original : Before I Go to Sleep
- Titre français : Avant d'aller dormir
- Titre québécois : Avant d'aller dormir
- Réalisation : Rowan Joffé
- Scénario : Rowan Joffé d'après Avant d'aller dormir de S. J. Watson
- Direction artistique : Kave Quinn
- Décors : Tim Black
- Costumes : Michele Clapton
- Montage : Melanie Oliver
- Musique : Ed Shearmur
- Photographie : Ben Davis
- Son :
- Production : Mark Gill, Avi Lerner, Liza Marshall et Ridley Scott
- Sociétés de production : Millennium Films, Scott Free Productions, StudioCanal
- Sociétés de distribution :  StudioCanal
- Pays d’origine :  États-Unis/ Royaume-Uni
- Budget :
- Langue : Anglais
- Durée : 92 minutes
- Format :  couleur - 2,35:1
- Genre : Thriller psychologique
- Date de sortie : 
  -  Royaume-Uni : 5 septembre 2014
  -  États-Unis : 12 septembre 2014
  -  France : 24 septembre 2014

## Distribution
- Nicole Kidman (VF : Danièle Douet) : Christine Lucas, mère d'Adam
- Colin Firth (VF : Nicolas Marié) : Ben Wheeler / Mike
- Mark Strong (VF : Serge Biavan) : Dr Nash
- Anne-Marie Duff (VF : Sophie Baranes) : Claire, amie de Christine
- Dean-Charles Chapman (VF : Benjamin Bollen) : Adam
- Adam Levy (en) (VF : Mathieu Moreau) : Ben, ex-mari de Christine
- Ben Crompton : le gardien de l'entrepôt
- Jing Lusi (en) : Kate, l'infirmière
- Kevin Hudson (en) : cycliste
- Charlie Gardner (VF : Christophe Lemoine) : ?

Source et légende : Version française (VF) sur AlloDoublage